# Ostatnie wezwanie
Ostatnie wezwanie – polski film dokumentalny z 2013 w reżyserii Macieja Bodasińskiego i Lecha Dokowicza, z muzyką Michała Lorenca przedstawiający historię wydarzeń w Medziugorie i rozwój kultu maryjnego.